# 布赫法特
布赫法特是德国图林根州的一个市镇。总面积7.20平方公里，总人口185人，其中男性97人，女性88人（2011年12月31日），人口密度26人/平方公里。